# Đại úy đen
Đại úy đen (tiếng Nga: Чёрный капитан) là một bộ phim trinh thám đặt trong bối cảnh Nội chiến Nga của đạo diễn Oleg Lentsius, ra mắt lần đầu năm 1973.

## Ê-kíp
- Thiết kế sản xuất: Vasily Beskrovnyi, Anatoly Mamontov
- Âm thanh: Konstantin Kogan